# Сельское поселение Васильевка (Шенталинский район)
Сельское поселение Васильевка — муниципальное образование в Шенталинском районе Самарской области.
Административный центр — деревня Васильевка.

## Административное устройство
В состав сельского поселения Васильевка входят:
- село Новое Суркино,
- село Сенькино,
- село Смагино,
- село Старое Суркино,
- посёлок Суруша,
- деревня Аделаидовка,
- деревня Васильевка,
- деревня Вязовка,
- деревня Новое Поле,
- железнодорожная станция Шелашниково.